# Carlotta Sippel
Pour les articles homonymes, voir Sippel.
Carlotta Sippel est une joueuse de hockey sur gazon allemande évoluant au poste d'attaquante au Der Club an der Alster et avec l'équipe nationale allemande,.

## Biographie
Carlotta est née le 26 juillet 2001 en Allemagne.

## Carrière
Elle a débuté en équipe nationale première en décembre 2019 à Buenos Aires lors d'un triple match amical contre l'Argentine.

## Palmarès
- : 2e à la Coupe du monde U21 en 2022.